# Зильга
Зильга или Зильги (осет. Зилгæ) — село в Правобережном районе Республики Северная Осетия — Алания. 
Административный центр муниципального образования «Зильгинское сельское поселение».

## География
Селение расположено в центральной части Правобережного района, по обоим берегам реки Камбилеевка. Находится в 2,5 км к северу от районного центра Беслан и в 28 км к северо-западу от города Владикавказ.
Граничит с землями населённых пунктов: город Беслан на юге, Новый Батако на юго-западе, Хумалаг на западе, Брут и Цалык на северо-западе, Батако на севере, а также с селением Долаково Ингушетии на востоке.

## Этимология
Зилга в переводе с осетинского языка означает «поворачивающийся». Село получило своё название от реки Камбилеевки, которая в этом месте извивается настолько, что создается впечатление, что она течёт по кругу.

## История
В начале XIX века тагаурские алдары — Темирболат, Иса и Джанхот Дударовы вынуждены были покинуть Дарьяльское ущелье и поселиться на правом берегу реки Камбилеевка, образовав там поселения Джанхотов-Ларс, Иса Дударово, Темирболат Дударово. Село Тасултаново было образовано в 1814 году, а село Габисово в 1815 году. Оба села находились недалеко от стен русского военного укрепления Елизаветинского, которое было построено в 1783 году на берегу Камбилеевки, между нынешними Зильги и Хумалагом.
Среди первых поселенцев аулов были представители горных сел: Джимара, Фиагдон, Чми, Саниба, Куд, Ламардон. В 1850 году в селе Габисово проживало — 48 дворов, а в Тасултаново — 56. В 1855 году алдаров-первопоселенцев Тасултана и Габиса Дударовых вынудили переселиться в селение Карджин, а оставленные сёла переименовали в общее название — Зильга.

## Фамилии
Помимо Дударовых, в с. Зильги поселились представители фамилий Албеговых, Азиевых, Бедоевых, Бзаровых, Болиевых, Борукаевых, Ахсаровых, Ватаевых, Гудиевых, Гариевых, Гусаловых, Зарахоховых, Дзусовых, Дауровых, Итазовых, Козыревых, Кулаевых, Кцоевых, Мильдзиховых, Муриевых, Пораевых, Псхациевых, Тебиевых, Тогузовых, Фидаровых, Мрыкаевых, Токаевых, Кундуховых и др.
К 1886 году наиболее многочисленными представлены фамилии: Козыревых (16 семейств), Болиевых (12 семейств), Дзгоевых (11 семейств), Дзусовых (9 семейств), по 8 семейств — Гудиевых, Гусаловых, Рубаевых и по 7 семейств — Фидаровых и Дзарасовых.

## Население
| 2002  | 2010  | 2011  | 2012  | 2013  | 2014  | 2015  |
| ----- | ----- | ----- | ----- | ----- | ----- | ----- |
| 2458  | ↘2203 | ↘2199 | ↘2184 | ↘2175 | ↘2165 | ↘2159 |
| 2016  | 2017  | 2018  | 2019  | 2020  | 2021  | 2023  |
| ↘2136 | ↘2116 | ↗2118 | ↘2104 | ↗2119 | ↘2078 | ↗2107 |
| 2024  | 2025  |       |       |       |       |       |
| ↘2095 | ↗2105 |       |       |       |       |       |

## Религия
- В селе действует мечеть, находящаяся по адресу: ул. Ленина, 96 [20]

## Улицы
| - А. Фидарова - Титова - Бероева - Братьев Моргоевых - Переулок Т. Козырева - Батагова - Переулок Борукаева - В. Дудаева - Лазарова - Джигаева - Карла Маркса - С. Дзарасова | - Рощи - Братьев Чеджемовых - Ленина - Гагарина - Эмауса - Ф. Энгельса - Э. Ахсарова - Коста Хетагурова - К. Дзиова - Мира - А. Хаблиева - О. Дзгоева |

## Известные уроженцы
- Ахсаров Энвер Бимболатович — Герой Советского Союза, майор.
- Борукаев Батраз Магометович — заслуженный работник физической культуры России, мастер спорта международного класса (вольная борьба), мастер спорта (самбо, дзюдо, греко-римская борьба), судья всесоюзной категории.
- Борукаев Рамазан Асланбекович — советский геолог, академик АН Казахской ССР, доктор геолого-минералогических наук, профессор, Заслуженный деятель науки Казахской ССР, лауреат Ленинской премии, лауреат Государственной премии Казахской ССР (посмертно).
- Дзарасов Савкудз Дзабоевич — советский борец вольного стиля, двукратный чемпион СССР, бронзовый призёр Олимпийских игр в Риме. Мастер спорта международного класса по вольной борьбе.
- Дзарахохов Хаджи-Мурат Уариевич — герой Гражданской войны.
- Фидаров Афако Пациевич — генерал-лейтенант, крупный военачальник, дипломат.